# Solo tu/Per un minuto e poi...
Solo tu/Per un minuto e poi... è il quinto singolo dei Matia Bazar, pubblicato nel 1977 dalla Ariston (catalogo AR 00793).

## Descrizione
Raggiunge il primo posto nella classifica dei singoli in Italia (novembre 1977) e poi in Francia.

### Solo tu
Solo tu, presente sul lato A del disco, è il brano che anticipa la raccolta L'oro dei Matia Bazar - Solo tu (1977).

### Per un minuto e poi...
Per un minuto e poi..., presente sul lato B del disco, è il brano estratto dall'album Gran Bazar (1977).

## Tracce
Entrambi i brani sono scritti e composti da 3 (su 5) componenti del gruppo: testi di Aldo Stellita, musiche di Carlo Marrale e Piero Cassano. 
Lato A
1. Solo tu – 3:45

Lato B
1. Per un minuto e poi... – 5:44

## Formazione
- Antonella Ruggiero - voce solista
- Piero Cassano - tastiere, voce, cori
- Carlo Marrale - chitarra, voce, cori
- Aldo Stellita - basso
- Giancarlo Golzi - batteria

## Classifiche
| Classifica (1977-78) | Posizione raggiunta |
| -------------------- | ------------------- |
| Francia              | 8                   |
| Italia               | 1                   |
| Spagna               | 3                   |